# Burgstraße 1 (Gernrode)

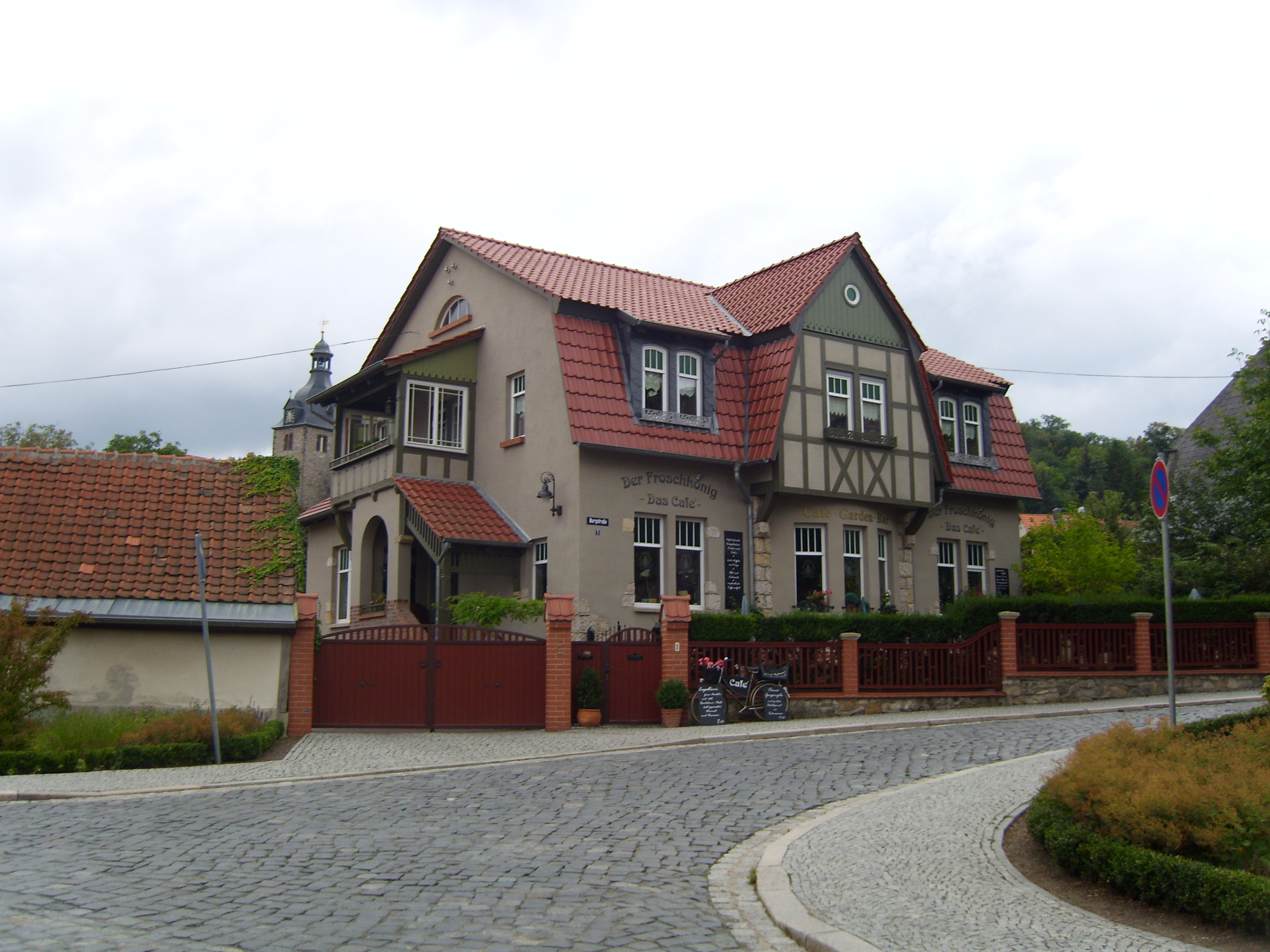
Haus Burgstraße 1, Jahr 2008

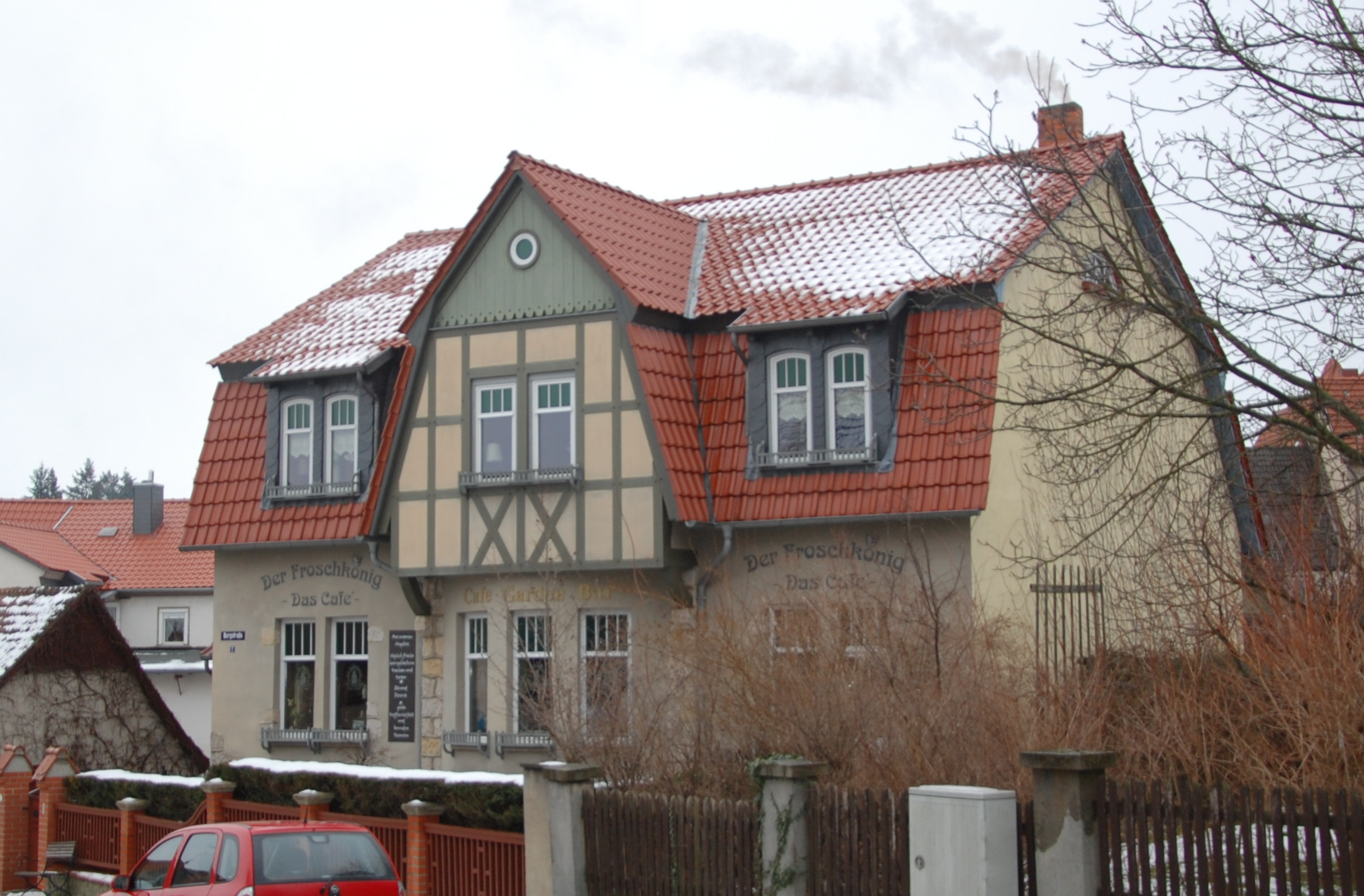
2014

Das Haus Burgstraße 1 ist ein denkmalgeschütztes Gebäude im zur Stadt Quedlinburg in Sachsen-Anhalt gehörenden Ortsteil Stadt Gernrode. In ihm befindet sich das Café Froschkönig.

## Lage
Das Gebäude befindet sich in der Gernröder Altstadt, östlich der Stiftskirche St. Cyriakus und ist im örtlichen Denkmalverzeichnis als Villa eingetragen. 

## Architektur und Geschichte
Die eingeschossige verputzte Haus entstand im Jahr 1906 in massiver Bauweise als Bürgermeisterhaus. Es ist mit seiner Traufe zur Straße hin ausgerichtet, die Fassade ist symmetrisch gegliedert. Mittig ist ein Risalit angeordnet, dessen etwas vorstehender oberer Teil als Fachwerkgiebel gestaltet ist. An der nördlichen Giebelseite befindet sich ein überdachter Eingang sowie in Fachwerkbauweise errichteter Standerker. Am Haus finden sich für die Bauzeit typische, rustikal wirkende Schmuckelemente aus Naturstein.
Im Dachgeschoss des Gebäudes befand sich die Wohnung des Bürgermeisters. Im Erdgeschoss befand sich das Amts- und Wohnzimmer, das Herrenzimmer sowie der Ratssitzungssaal.
So zog der kurzzeitig im Jahr 1945 als Bürgermeister fungierende Dietrich Wilde Mitte Juni 1945 in das Haus. Darüber hinaus waren mehrere Flüchtlinge in das Gebäude eingewiesen worden.
1998 erwarben neue Eigentümer das Anwesen und begannen mit Umbauten. Bis zum Jahr 2005 lebte im Haus noch ein Bürgermeister Gernrodes aus der Zeit der DDR. Anlässlich des 14. Harzfestes wurde am 1. Juli 2006 das Café Froschkönig im Erdgeschoss des Hauses eröffnet. Es verfügt über 34 Plätze zuzüglich weiteren Plätzen im Garten. Die Einrichtung des Cafés erfolgte mit Mobiliar aus der Zeit um 1900.